# Adolphe Brongniart
Adolphe Théodore Brongniart (Paris, 14 de janeiro de 1801 – 18 de fevereiro de 1876) foi um médico, botânico e paleobotânico francês. Dedicou-se principalmente à botânica, tendo trabalhado para o Museu Nacional de História Natural até sua morte. Em 1851, foi eleito membro estrangeiro da Academia Real das Ciências da Suécia. Normalmente conhecido como o "pai da paleobotânica".
Apesar de ter trabalhado principalmente com a taxonomia de vegetais extintos, o trabalho de Brongniart se estendeu para várias áreas da botânica. Foi laureado com a medalha Wollaston, concedida pela Sociedade Geológica de Londres, em 1841.

## Biografia
Brongniart nasceu em Paris, em 14 de janeiro de 1801. Vinha de uma família de cientistas. Seu avô foi o arquiteto Alexandre Théodore Brongniart (1739 – 1813), que construiu o Palácio Brongniart (o Palácio da Bolsa), em Paris. Seu pai foi o mineralogista e zoólogo, Alexandre Brongniart (1770 - 1847) e sua mãe foi Cécile Jeanne Coquebert de Montbret 1782-1862. Estudou medicina e se formou como médico, mas nunca atuou na área, ainda que tivesse dado aulas na Universidade de Paris, de 1828 a 1830.
Em 1822, publicou um artigo pioneiro sobre a classificação e distribuição de plantas fósseis. Este artigo foi o primeiro de muitos sobre a relação entre as formas vegetais existentes e as extintas, pesquisa que levou à publicação de Histoire des vegetaux fossiles ("Histórias das plantas fósseis"), o que lhe rendeu o título de "pai da paleobotânica". Essa classificação pioneira aproximou os fitofósseis de seus representantes atuais, a base de muitos trabalhos subsequentes na paleobotânica do século XX.
A taxonomia vegetal era de seu interesse porque, de acordo com as descobertas sobre a diferença fundamental entre gimnospermas e angiospermas feitas pelo botânico Robert Brown, as coníferas e as cicas foram colocadas no grupo das gimnospermas. No trabalho de Brongniart, a atenção também foi direcionada à sucessão de formas nos vários períodos geológicos, com o resultado importante de que no período paleozoico predominam os Pteridophytas; no mesozoico, as gimnospermas; no cenozoico, as angiospermas, tema mais amplamente estudado em seu Tableau des genres de végétaux fossiles ("Tabela de tipos de plantas fósseis").
O Histoire des vegetaux fossiles não estava completo na sua primeira publicação. Ele foi repetidas vezes revisado e ampliado entre 1828 a 1837. Observou e e descreveu as estruturas das Sigillarias, um gênero de licopodíneas fósseis e arborescentes relacionadas com as atuais cavalinhas. Atuou em várias áreas da botânica, incluindo anatomia e taxonomia de plantas produtoras de sementes. Entre seus trabalhos na área, o mais notável é Sur la génération et le développement de l'embryon des Phanérogames ("Sobre a geração e desenvolvimento do embrião de espermatófitos"), por ser a primeira vez que o desenvolvimento e a estrutura do pólen foi observado, confirmando as descobertas de Giovanni Battista Amici, do tubo polínico, e de Robert Brown, quanto à estrutura do óvulo não fecundado. Brongniart antecipou a descoberta subsequente de Amici (1846) da entrada do tubo de pólen no micrópilo, fertilizando a célula feminina, que depois se desenvolve no embrião.
Ele atuou em muitos ramos da botânica, incluindo anatomia e taxonomia de plantas produtoras de sementes. Entre suas realizações nessa direção, o mais notável é o tratado Sur la geração e desenvolvimento da celebração dos Jogos Phanérogames ("Sobre a geração e desenvolvimento do embrião de espermatófitos"), notável pela primeira vez em qualquer valor de o desenvolvimento e a estrutura do pólen, juntamente com a confirmação da descoberta do tubo de pólen por Giovanni Battista Amici em 1823, a confirmação dos pontos de vista de Robert Brown quanto à estrutura do óvulo não impregnado (com a introdução do termo "embrionário do saco", ou embrião), mostrando como Brongniart antecipou a descoberta subsequente de Amici (1846) da entrada do tubo de pólen no micrópilo, fertilizando a célula feminina, que depois se desenvolve no embrião.
Em 1824 ajudou a fundar os Annales des Sciences Naturelles (Anais de Ciências Naturais), periódico científico. Tornou-se membro da Académie des Sciences em 1834. em 1954 fundou a Sociedade Botânica da França e foi seu primeiro presidente. Foi professor de botânica do Museu Nacional de História Natural, em Paris, de 1833 até sua morte, em 1876.

## Morte
Brongniart morreu em Paris, em 18 de fevereiro de 1876, aos 75 anos e foi sepultado no Cemitério do Père-Lachaise, na capital francesa. Foi casado com Agathe Françoise Boitel (1802-1863), com quem teve dois filhos, Edouard Charles Francklin Brongniart (1830-1903) e Jules Théodore Brongniart (1833-1886).

## Obras
- "Essai d'une classification naturelle des champignons" (1825)
- "Mémoire sur la famille des rhamnées" (1826)
- " Prodrome d'une histoire des végétaux fossiles " Paris (1828)
- "Histoire des végétaux fossiles, ou recherches botaniques et géologiques sur les végétaux renfermés dans les diverses couches du globe" (1828-1847, 2 Volumes)
- "Enumération des genres des plantes cultivées au Musée d'histoire naturelle de Paris" (1843, 2ª edição 1850)
- "Rapport sur les progrès de la botanique phytographique" (1868)
- "Recherches sur les graines fossiles silicifiées" (1881). (Editado após a sua morte).